# Gleinkersee
Der Gleinkersee ist ein Bergsee in Oberösterreich im Gemeindegebiet von Spital am Pyhrn, am Nordfuß des Toten Gebirges. Er liegt auf 806 m ü. A. Ablauf ist der Seebach, der über die Teichl, Steyr, Enns in die Donau entwässert. Der Gleinkersee steht seit 1965 unter Naturschutz und ist im Besitz der Österreichischen Bundesforste. Er ist wegen seiner schönen Lage ein beliebtes Ausflugsziel. Der Name bezieht sich auf das Stift Gleink bei Steyr, den ehemaligen Besitzer des Sees.

## Geographie
Der See im Windischgarstner Becken, 2 km südöstlich des Ortszentrums von Roßleithen ist über die Gleinkerseestraße L1316, die bis ans Nordufer verläuft, erreichbar. Am Ende der Straße befindet sich beim Seebauer ein großer Parkplatz.
Der von Nord nach Süd langgestreckte See hat eine Länge von 570 m und eine maximale Breite von 320 m. Die Oberfläche beträgt etwa 13 Hektar Die tiefste Stelle ist ein Karsttrichter mit 120 m Tiefe. Ansonsten wird die maximale Tiefe mit 24,5 m angegeben. Das Wasservolumen beträgt 1,59 Millionen Kubikmeter. Die Ufer sind steinig und steil abfallend, nur im nördlichen Teil, in der Nähe der Schiffhütten, ist dem von Wiesen gebildeten, seichten Ufer ein schmaler Streifen mit schlammigem Boden vorgelagert. Die Ufer sind im Südosten vom Seespitz (1574 m ü. A.) und im Südwesten von den Ostwänden des Präwalds (1227 m ü. A.) überragt.

## Geschichte
Der Gleinkersee gehörte im Mittelalter dem Benediktinerstift Gleink, das es wegen seiner weiten Entfernung im Jahr 1589 dem Stift Spital am Pyhrn gegen die Zahlung von 200 Gulden vorübergehend überließ. Im Jahr 1608 wurde der See für nochmals 200 Gulden endgültig von Gleink abgetreten.

## Hydrologie
Das hydrologische Einzugsgebiet des Gleinkersees hat eine Gesamtfläche von 5,7 km² und liegt auf einer Seehöhe zwischen 809 m ü. A. und 1815 m ü. A. Die Speisung des Sees erfolgt einerseits durch geringe Zuflüsse in Form kleiner Gräben und Quellen. Andererseits wird der See vor allem durch unterirdische Karstquellen mit Wasser versorgt. Die durchschnittliche Wassertemperatur beträgt 10,4 °C. Die minimale Wassertemperatur betrug bei oberflächennahen Messungen in den Jahren 2007 bis 2012 0,3 °C, die maximale 22,9 °C.

## Geologie
Während der Eiszeiten hat ein Gletscher, der aus den Karräumen am Nordabfall des Toten Gebirges abfloss, das Seebecken geformt. Unterhalb der steilen Felswände, welche sich aus festem Dachsteinkalk zusammensetzen, befinden sich weiche Mergel (Flyschgesteine), die vom Eis leicht ausschürfbar waren. Die Endmoräne befindet sich heute im Bereich des Gasthofs Seebauer. Diese ist beim Anschnitt des Parkplatzes aufgeschlossen. Nachdem der See auf diese Art entstanden war, erfolgte erst der tiefe, trichterförmige Einbruch im höhlenreichen Dachsteinkalk. Wäre der Trichter schon zur Zeit der Vergletscherung entstanden, wäre er in kurzer Zeit von den Schuttmassen der Grundmoräne ausgefüllt gewesen.

## Flora
An einigen Uferstellen wächst das Schwimmende Laichkraut (Potamogeton natans) und die Gewöhnliche Teichbinse (Schoenoplectus lacustris).

## Fauna
Ursprünglich waren, wie in den meisten dieser kleinen, kalten Bergseen Fische wie Elritze (Phoxinus phoxinus), Seeforelle (Salmo trutta) und Seesaibling (Salvelinus umbla) vorherrschend. Durch das früher fischereiberechtigte Stift Gleink wurde der See mit ortsfremden Arten besetzt. Heute leben im See folgende Arten: Regenbogenforelle (Oncorhynchus mykiss), Bachsaibling (Salvelinus fontinalis), Karpfen (Cyprinus carpio), Hecht (Esox lucius), Zander (Sander lucioperca), Aitel (Squalius cephalus), Attersee-Reinanke (Coregonus atterensis), Rotfeder (Scardinius erythrophthalmus) und Rotauge (Rutilus rutilus).
Im Gleinkersee und in seinem Abfluss kommen die heimischen Flusskrebsarten, Stein- (Austropotamobius torrentium) und Edelkrebs (Astacus astacus) vor. 2007 trat in diesem Bestand die Krebspest auf. Zwei Jahre später wurde ein Neubesatz durchgeführt.

## Naturschutz
Der See steht seit 1965 unter Naturschutz. Das Naturschutzgebiet ist durch Fischerei und die damit verbundene Einbringung von Besatzfischen sowie große Besucherströme am Uferweg und vom Badebetrieb beeinträchtigt.

## Tourismus

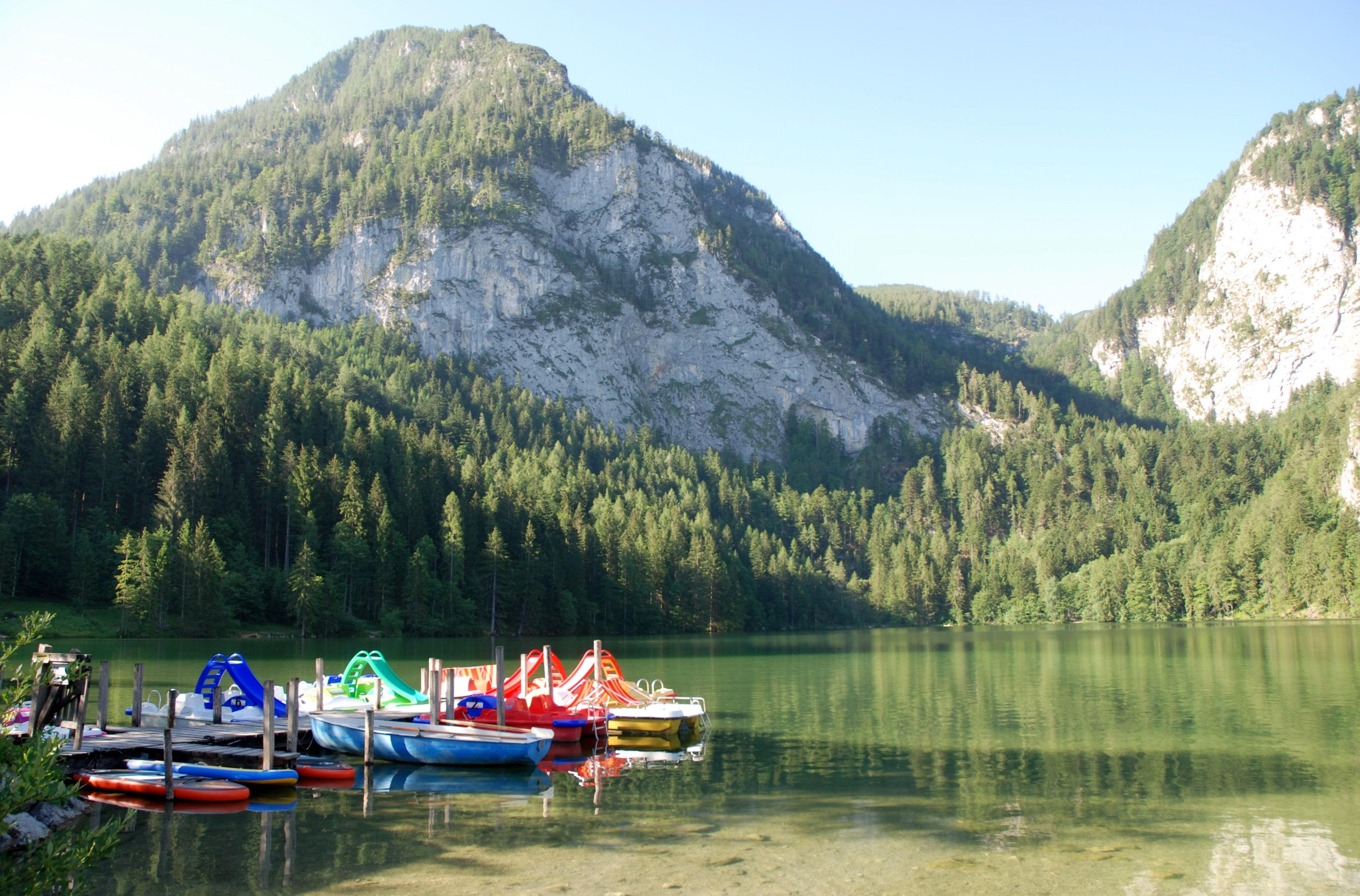
Bootssteg am Nordufer. Im Hintergrund der Seespitz mit dem Seegraben

Der Gleinkersee ist wegen seiner schönen Lage ein beliebtes Ausflugsziel und bietet eine gute Aussicht auf das Tote Gebirge und das Sengsengebirge. Am Nordufer befinden sich der Gasthof Seebauer und ein Campingplatz. Der Großteil des Ufers ist frei zugänglich. Ein Bootssteg befindet sich beim Gasthof, Badestege sind bei der Liegewiese im Nordosten vorhanden.
Der Gleinkersee ist Ausgangspunkt mehrerer Wanderwege:
- Weg 218: Über den Präwald zur Dümlerhütte
- Weg 299: Über den Seegraben zur Dümlerhütte
- Weg 299/292: Über den Seegraben und den Michael-Kniewasser-Steig auf den Seespitz

## Sagen
Der tiefe Einbruchstrichter ist Gegenstand einer Volkssage.

„Zur Zeit der Franzosenkriege kamen die Geistlichen des damaligen Stiftes Spital am Pyhrn durch die Feinde in arge Bedrängnis. Um die Schätze des Klosters zu sichern, versenkten sie ein mit Gold gefülltes Faß in den Gleinkersee. Als wieder ruhige Zeiten kamen, wollten sie den Schatz wieder holen. Zu ihrem Schrecken bemerkten sie aber, daß der Seegrund an der Stelle, wo sie das Faß hinunter gelassen hatten, nicht mehr erreichbar war.“